# Intel 8008
 (juin 2018).
Intel 8080

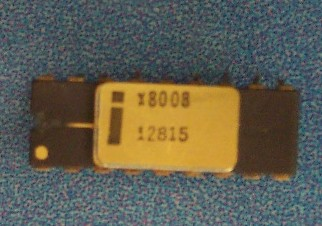
Intel 8008

Architecture du 8008

L’Intel 8008 était l'un des premiers microprocesseurs conçus et construits par Intel et présenté en avril 1972. Il a été à l'origine choisi par Computer Terminal Corporation (en) pour l'utilisation dans sa borne programmable Datapoint 2200, mais, parce que la puce fut livrée en retard et ne remplissait pas les exigences de CTC, il a été remplacé par un assemblage de composants TTL (une centaine !). Un accord entre Intel et CTC permit à Intel de vendre la puce à d'autres clients. 
L'ensemble des instructions des 8008 et des processeurs Intel CISC suivants ont été fortement basées sur la conception de CTC. 
La puce, limitée par son boitier DIP à 18 broches, avait un seul bus 8 bits et exigeait une grande quantité de logique externe pour le soutenir. Par exemple, le bus d'adresses de 14 bits donnant accès à 16 Ko de mémoire devait utiliser une partie de cette logique dans un registre de mémoire d'adresse externe (MAR). Il pouvait accéder à 8 ports d'entrée et à 24 ports de sortie. 
Tandis qu'il était un peu plus lent en termes d'instructions par seconde que les 4 bits Intel 4004 et Intel 4040, le fait que le 8008 traitait les données sur huit bits à la fois et pouvait accéder à sensiblement plus de mémoire lui donnait réellement trois à quatre fois plus de puissance de traitement que les puces 4 bits. 
Pour l'utilisation dans un contrôleur ou un terminal vidéo, c'était une conception acceptable, mais il était trop difficile à utiliser pour d'autres tâches. Quelques ordinateurs furent conçus pour lui, mais la plupart utiliseraient le dernier et plus puissant processeur d'Intel à la place, le 8080.